# جولیا سمپسون هیوارد
 جولیا سمپسون هیوارد (انگلیسی: Julia Sampson Hayward؛ زاده ۲ فوریهٔ ۱۹۳۴ درگذشته ۲۷ دسامبر ۲۰۱۱) یک تنیس‌باز اهل ایالات متحده آمریکا بود.